# تشارلز كولي
تشارلز هورتون كولي (بالإنجليزية: Charles Cooley)‏ (17 أغسطس 1864 - 7 مايو 1929) كان عالم اجتماع أمريكي وابن توماس كولي. درس وقام بتدريس الاقتصاد وعلم الاجتماع في جامعة ميتشيغان، كما كان عضوًا مؤسسًا ورئيسها الثامن لرابطة علم الاجتماع الأمريكية. ولعله معروف أكثر بمفهومه عن الذات الزجاجية، وهو مفهوم أن الذات تنبثق من تفاعلات الأفراد في المجتمع وتصورات الآخرين. في نهاية حياته أصبح مريضا جدا، واستسلم لشكل غير معروف من مرض السرطان في عام 1929.

## السيرة الذاتية
ولد تشارلز هورتون كولي في مدينة آن أربر الواقعة في ولاية ميشيغان الأمريكية، في 17 أغسطس/آب من عام 1864. كان والد كولي «توماس كولي» قاضيًا في المحكمة العليا لولاية ميشيغان، وكان أحد الأعضاء الثلاثة في الهيئة التدريسية التي أسّست كلية الحقوق في جامعة ميشيغان في عام 1859، وشغل أيضًا منصب عميد كلية الحقوق بين عامي 1859 و 1859. كانت والدة تشارلز «ماري إليزابيث هورتون» ناشطة في مجال الشؤون العامة، واعتادت أن تسافر مع زوجها إلى العديد من المدن في جميع أنحاء الولايات المتحدة الأمريكية بهدف القيام بأعمال متعلقة بلجنة التجارة بين الولايات. كان والد تشارلز شخصيّةً سياسية ناجحة للغاية، ركز بشكل كبير على تعليم أبنائه الستة. وبالرغم من ذلك، فقد كانت مرحلة الطفولة في حياة تشارلز صعبة إلى حد بعيد، ما تسبب بنمو مشاعر التجرد عن والده. تسببت مشاعر الرهبة والجفاء التي أحسّ بها كولي تجاه والده بخلق مجموعة متنوعة من الأمراض التي عانى منها لمدة خمسة عشر عامًا خلال فترة المراهقة، كان بعضها أمراضًا نفسية جسمانية، فقد ظهرت عند تشارلز مشاكل في النطق، إضافة إلى العديد من المشاكل الأخرى التي تنطوي تحت انعدام الإحساس بالأمان، ويعود ذلك إلى انخفاض مستويات تفاعله مع الأطفال الآخرين المنتمين لنفس فئته العمرية. كان كولي طفلًا حالمًا، وكان لـ «حياته الحالمة» أثر كبير على أعماله الاجتماعية. عانى كولي في طفولته مشاعر العزلة والوحدة، ما خلق عنده اهتمامًا واسعًا بالقراءة والكتابة.

## التعليم
التحق كولي في سنّ السادسة عشر بجامعة ميشيغان. أثر الأمساك المزمن الذي عانى منه كولي بشكل سلبي على مستواه الدراسي، إذا كان يصرف انتباهه باستمرار عن دراسته. تخرج كولي من جامعة ميشيغان في عام 1887 بعد سبع سنواتٍ من التحاقه بها، ويعود ذلك إلى الحالة الصحية التي كان يعاني منها. أكمل كولي تعليمه، بعد تخرجه من جامعة ميشيغان، وحضر -لمدة عام واحد- دروسًا في مجال الهندسة الميكانيكية. عاد كولي إلى الدراسة في عام 1890 عندما التحق ببرنامج درجة الماجستير في العلوم السياسية وعلم الاجتماع. وبدأ، بعد حصوله على درجة الماجستير، بتدريس علم الاجتماع والاقتصاد في جامعة ميشيغان في خريف عام 1892. تابع كولي بعد ذلك دراسته، والتحق في عام 1894 ببرنامج الدكتوراه في الفلسفة. كان كولي في ذلك الوقت مهتمًا بعلم الاجتماع، لكنه اضطر إلى الخضوع لامتحانات الدكتوراه بعلم الاجتماع في جامعة كولومبيا نظرًا لعدم وجود هذا الاختصاص في جامعة ميشيغان. عمل كولي في جامعة كولومبيا على نحو وثيق مع المختص في علمي الاجتماع والاقتصاد فرانكلين هنري جيدينجز، ووضع أطروحة الدكتوراه خاصّته تحت عنوان «نظرية النقل في الاقتصاد».
كان كولي يخشى فكرة الفشل بسبب استحضاره الدائم لفكرة الشهرة والشعبية الواسعة التي كان يتمتّع بها والده على مستوى البلاد، وكانت حياته، بنفس الوقت، تفتقر إلى الهدف الذي يوججها، فقد احتار في اختيار مجال دراسةٍ يختص به، بين العلوم والرياضيات والعلوم المجتمعية وعلم النفس وعلم الاجتماع. كان كولي يرغب بالكتابة والتأمل، وأدرك بعد قرائته لأعمال الفيلسوف هربرت سبنسر ميله للاهتمام بالقضايا الاجتماعية. نشر كولي آراءه حول أعمال سبنسر في عام 1920 وأشار إلى أنه وبالرغم من تقديمه للعديد من وجهات النظر القيمة حول موضوع المبادئ الداروينية، لكنه كان بنفس الوقت يفتقر إلى التعاطف وإلى الاستخدام الأنسب لمنطلقات العلوم الاجتماعية.
قرر كولي، في نهاية الأمر، دراسة علم الاجتماع لأنه منحه القدرة على تحليل التناقضات الاجتماعية. قام كولي بتدريس أولى مقررات علم الاجتماع في جامعة ميشيغان في عام 1899، ولعب دورًا هامًا في تطوير نظرية التفاعل الرمزي إذ عمل بجدّ مع عالم النفس جون ديوي الذي كان زميلًا له في الهيئة التدريسية في جامعة ميشيغان.

## الحياة العائلية
تزوّج تشارلز كولي في عام 1890 من إلسي جونز، ابنة أستاذ الطب في جامعة ميشيغان. كانت جونز مختلفة عن زوجها من عدة نواحٍ، فقد كانت تميل لقضاء أغلب أوقاتها خارج المنزل، إضافة لكونها نشطة وقادرة على ترتيب حياتهما المشتركة بطريقة بسيطة لا تلقي فيها حملًا ثقيلًا على كاهل زوجها. رُزق الزوجان بثلاثة أطفال، صبي واحد وفتاتان، وعاشت العائلة بهدوء وانعزال -إلى حد ما- في منزل قريب من الحرم الجامعي. استخدم كولي أطفاله كمواضيع اختبار لدراسة نشأتهم ونموّ شخصيتهم، وقال أنه لاحظ سلوك التقليد عند أطفاله الثلاثة، وحلّل ردود أفعال كل منهم على أساس العمر. لم يحتج كولي إلى مغادرة دائرة عائلته الخاصة (بسبب استخدامه لأبنائه كعينات للدراسة)، حتى في دراساته التي تتطلّب إجراء الأبحاث على الآخرين (وليس على الذات). وجد كولي متعة في دراسة مبادئ علم النبات، وكان يقضي أوقات فراغه في مراقبة الطيور بعيدًا عن أبحاثه.

## النظرية

### منهج كولي
كان كولي مستاءً من انقسامات مجتمع العلوم المجتمعية حول موضوع المنهج المستخدم، وكان أحد أتباع المنهج التجريبي القائم على المراقبة، إذ كان يفضل دراسة الحالة على الإحصائيّات -غالبًا ما كان يستخدم أطفاله كعيّنات لدراساته- وذلك بالرغم من تقديره الكبير لأهمية استخدام الإحصائيات (بسبب عمله كخبير إحصائيّ في لجنة التجارة بين الولايات وفي مكتب تعداد الولايات المتحدة).

## روابط خارجية
- تشارلز كولي على موقع الموسوعة البريطانية (الإنجليزية)
- تشارلز كولي على موقع إن إن دي بي (الإنجليزية)